# Мтата
Мтата (англ. Mthatha), застаріла назва Умта́та (те саме слово, де префікс «u» в назві — показник іменного класу для топонімів у мові коса) — місто в Південно-Африканській Республіці та колишня столиця бантустану Транскей. Заснована в 1879 році англійцем Річардом Калверлі на місці колишнього поселення племені Тембу, що входить до народу Коса.
У місті існувала філія Університету Форт-Хер (одного з університетів для чорношкірих), яка з 1977 р. на честь проголошення «незалежності» Транскею стала називатися Університет Транскею. Пізніше, після скасування апартеїду, він був перетворений на Технологічний та науковий університет імені Уолтера Сісулу, який включив також низку інших вишів.
У Мфезо народився, а у селищі Цгуну поблизу Мтати виріс колишній президент ПАР Нельсон Мандела. Тому в Мтаті знаходиться будинок-музей Нельсона Мандели, що відкрився 11 лютого 2000, через десять років після його звільнення з ув'язнення. Філії музею розділені між Мтатою, Цгуном та Мфезо.
2 березня 2004 року Умтата була офіційно перейменована у свою нинішню назву — Мтата.